# Omospermidina
La sim-omospermidina è una poliammina. È stata identificata e isolata per la prima volta dalle foglie del Sandalo citrino. Costituisce un importante precursore nella biosintesi degli alcaloidi pirrolizidinici.